# Harryhausenia
Harryhausenia is een geslacht van uitgestorven kreeftachtigen uit de klasse van de Malacostraca (hogere kreeftachtigen).

## Soort
- Harryhausenia galantensis (De Angeli & Marangon, 2001) †